# Crucianella latifolia
Crucianella latifolia (L.) es una planta herbácea perteneciente a la familia de las rubiáceas.

## Descripción
Como todas las rubiáceas, las especies de Crucianella tienen las hojas verticiladas. Pero a diferencia del resto de géneros de la familia, las flores están agrupadas en espigas densas en la parte superior de las ramas. Crucianella latifolia es una especie de ciclo anual, con las hojas lanceoladas, normalmente de más de un centímetro de largo, y la espiga larga y estrecha. Se puede confundir con Crucianella angustifolia, que puede vivir en hábitats similares, la diferenciamos por las hojas, que en esta especie son muy estrechas, lineares y más pequeñas de un centímetro; además la espiga es más ancha y de sección cuadrangular, mientras que en Crucianella latifolia es cilíndrica.

## Distribución
Se distribuye por la región mediterránea occidental, en España se encuentra en Alicante, Castellón, Islas Baleares, Tarragona y Valencia.

## Hábitat
Forma parte de comunidades terofitas instalados en zonas secas pedregosas. Vive en zonas pedregosas, entre fisuras de las piedras. Florece a finales de la primavera.

## Taxonomía
Crucianella latifolia fue descrita por Carlos Linneo y publicado en Species Plantarum 1 108, en el año 1753.
Citología
Número de cromosomas de Crucianella latifolia (Fam. Rubiaceae) y táxones infraespecíficos:
2n=44
Sinonimia
- Rubeola latifolia (L.) Fourr. (1868).
- Crucianella monspeliaca L. (1753).
- Crucianella vulgaris Gaterau (1789).
- Rubeola heterophylla Moench (1794).
- Crucianella procumbens Shecut (1806).
- Crucianella repens Shecut (1806).
- Crucianella latifolia subvar. monspeliaca (L.) Nyman (1879).[3][4]

## Nombres comunes
- Castellano: espigadilla rabilarga, rubilla ancha.[5]